# 海事代理士法
海事代理士法（かいじだいりしほう、昭和26年3月23日法律第32号）は、海事代理士の業務全般と資格に関する日本の法律である。

## 構成
- 第1章 総則（第1条 - 第3条）
- 第2章 海事代理士試験（第4条 - 第7条）
- 第3章 登録（第8条 - 第16条）
- 第4章 海事代理士の業務（第17条 - 第26条）
- 第5章 罰則（第27条 - 第30条）

## 主務官庁
国土交通省の所管となる。

## 資格
- 海事代理士